# Cheung Ka Long
Edgar Cheung Ka Long (chinesisch 張家朗 / 张家朗, Pinyin Zhāng Jiālǎng, Jyutping Zoeng1 Gaa1long5, kantonesisch Cheung Ka-long, * 10. Juni 1997 in Hongkong) ist ein Florettfechter aus Hongkong.

## Erfolge
Seinen bisher größten Erfolg feierte der Linkshänder Cheung bei den 2021 ausgetragenen Olympischen Spielen 2020 in Tokio mit dem Gewinn der Goldmedaille. Im Finale des olympischen Wettbewerbs besiegte er Daniele Garozzo mit 15:11. Im Jahr darauf belegte er bei den Weltmeisterschaften in Kairo im Einzel den dritten Platz. Sein bis dahin größter Erfolg war der Titelgewinn bei der Junioren-Weltmeisterschaft 2017 in Plowdiw. Außerdem gewann er zahlreiche Medaillen bei Asienmeisterschaften in den Jahren 2014 bis 2019. Dabei wurde er 2016 Asienmeister im Einzel. Fünf Medaillen sicherte sich Cheung bislang bei Asienspielen. Sein größter Erfolg war dabei der Gewinn der Goldmedaille bei den 2023 ausgetragenen Asienspielen 2022 in Hangzhou. 2024 gelang es ihm, bei den Olympischen Spielen in Paris seinen Olympiasieg im Einzel zu wiederholen. Er setzte sich im Finale gegen Filippo Macchi mit 15:14 durch.